# Stefanie Martini
Stefanie Martini (née le 6 octobre 1990) est une actrice britannique, connue pour son rôle principal dans la série télévisée Prime Suspect 1973 de 2017. Elle a également joué dans Docteur Thorne (2016), Emerald City (2017) et La Maison Biscornue (2017).

## Petite enfance et éducation
Née à Bristol, Stefanie Martini a été élevée dans des villages du North Somerset par ses parents . Elle a terminé ses études secondaires localement . Après avoir joué dans des pièces régionales de théâtre pour jeunes avec le Winscombe Youth Theatre et entrepris une initiation de deux semaines au National Youth Theatre, elle a commencé des courts d'arts appliqués. Cependant, une enseignante a suggéré que si elle était intéressée par le métier d'actrice, elle devrait l'essayer. Après avoir échoué à entrer à l'Académie Royale d'Arts Dramatiques (RADA) lors de sa première tentative, Martini a rejoint un programme d'un an à la Bristol Old Vic Theatre School, où la compagnie écrit ses propres pièces qui sont ensuite  jouées dans des écoles locales . Elle a ensuite été acceptée à la RADA l'année suivante.

## Carrière
Au cours de la troisième année de Martini à la RADA, elle a joué le rôle d'une suspecte dans un épisode des Enquêtes de Morse . En 2016, elle a joué le rôle de Mary Thorne dans Docteur Thorne  et de la  Princesse Langwidere dans Emerald City . Martini a interprété le rôle principal de Jane Tennison dans la production Prime Suspect 1973 d' ITV en 2017 (également connue sous le nom de Prime Suspect: Tennison) . Elle a également joué Sophia de Haviland dans le film La Maison Biscornue en 2017, une adaptation du roman homonyme d'Agatha Christie (La Maison biscornue) .
En 2023, elle fait partie de la distribution principale du film de science-fiction The Experiment, aux côtés de Rhona Mitra et Famke Janssen.

## Filmographie

### Cinéma
- 2017 : La Maison Biscornue :  Sophia de Haviland
- 2018 : Hurricane : Phyllis Lambert
- 2019 : Make Up : Jade
- 2019 : Tracks : Dilly
- 2021 : Kafkas : Dina
- 2022 : LOLA : Martha
- Prochainement: The Experiment : Kara Stone

### Télévision
- 2016 : Les Enquêtes de Morse (Saison 3, Ep 3 - Le mangeur d'hommes) : Georgiana Mortmaigne
- 2016 : Docteur Thorne (mini-série) (4 épisodes) :  Mary Thorne
- 2017 : Emerald City (série TV) (7 épisodes) :  Princesse Langwidere
- 2017 : Prime Suspect 1973 (mini-série) (6 épisodes) : Jane Tennison
- 2020- 2022 : The Last Kingdom  (série TV) (20 épisodes)  : Eadith
- 2023 : The Gold (série TV) (6 épisodes) :  Marnie Palmer